# Kosmický týden
Kosmický týden je prvek učení intertestamentárního židovství (okolo přelomu letopočtu) a raného křesťanství, v němž se udrželo u některých autorů až do středověku. 
Učení o kosmickém týdnu je svým způsobem interpretací biblické zprávy o stvoření světa v knize Genesis. Podle této zprávy byl svět stvořen v šesti dnech, zatímco sedmého dne Bůh ustal od svého konání a odpočinul. Na základě slov žalmu 90,4 a zvláště 2 Pt 3,8 („jeden den je u Pána jako tisíc let a tisíc let jako jeden den“) tvrdilo, že stvoření není ani tak vyprávění o tom, co se událo na počátku, ale co se stále odehrává. Jeden den stvoření odpovídá tisíci skutečným letům. Proto je možné odpočítat přesně délku trvání světa 7 000 let. 
V detailech se zastánci této nauky liší. Podle některých stvoření člověka odpovídá stvoření „opravdového člověka“, tj. Ježíše Krista, proto k vtělení došlo v roce 5 500 od stvoření světa. Toto učení se zvlášť zamlouvalo milenaristům, neboť podle nich oněch tisíc let dokonalého království na konci věků (viz Zj 20,1–10) odpovídá tisíci letům sedmého dne Božího odpočinku. 
Na tomto základě někdy (i když popravdě řečeno zřídka, alespoň ve starověku a raném středověku) docházelo k různým výpočtům „konce světa“. Například Lactantius (2. pol. 3. století) píše, že když na základě Písem a historiků spočítáme, jak starý je svět, zjistíme, že „veškeré očekávání se nezdá být delší než dvě stě let“ (Institutiones Divinae 7,25; 5 500 let + dalších 500 let do konce 6. tisíciletí). Mezi další zastánce můžeme započítat Ireneje Lyonského, Metoděje z Olympu a mnoho jiných. 
Učení o kosmickém týdnu je součástí (židovské a křesťanské) víry v dějiny spásy, tj. stručně řečeno v lineární povahu dějin, které mají začátek, mají konec a přesný cíl a jsou vedeny a řízeny Boží mocí.